# 1825 au Nouveau-Brunswick
Chronologie du Nouveau-Brunswick
- 1821
- 1822
- 1823
- 1824
- 1825
- 1826
- 1827
- 1828
- 1829

Cette page concerne des événements d'actualité survenus en 1825 dans la colonie du Nouveau-Brunswick.

## Événements
- Fondation des villages Debec et Hanwell.
- Septembre et octobre : les Grands feux de la Miramichi détruisent au moins 10 000 km2 à 20 000 km2 et tuent au moins 280 personnes.

## Naissances
- 2 mai : James Dever, sénateur.
- 28 novembre : Isaac Burpee, député et ministre.

## Décès
- 19 décembre : Joseph Gueguen, juge